# Moriusaq
Moriusaq är en liten övergiven by i kommunen Qaasuitsup, nordvästra Grönland. Byn har 0 invånare (2016).

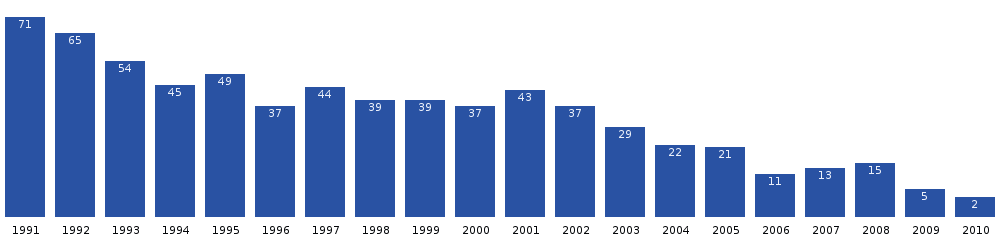
Moriusaqs befolkningstrend 1991-2010